# Jean Brusselmans

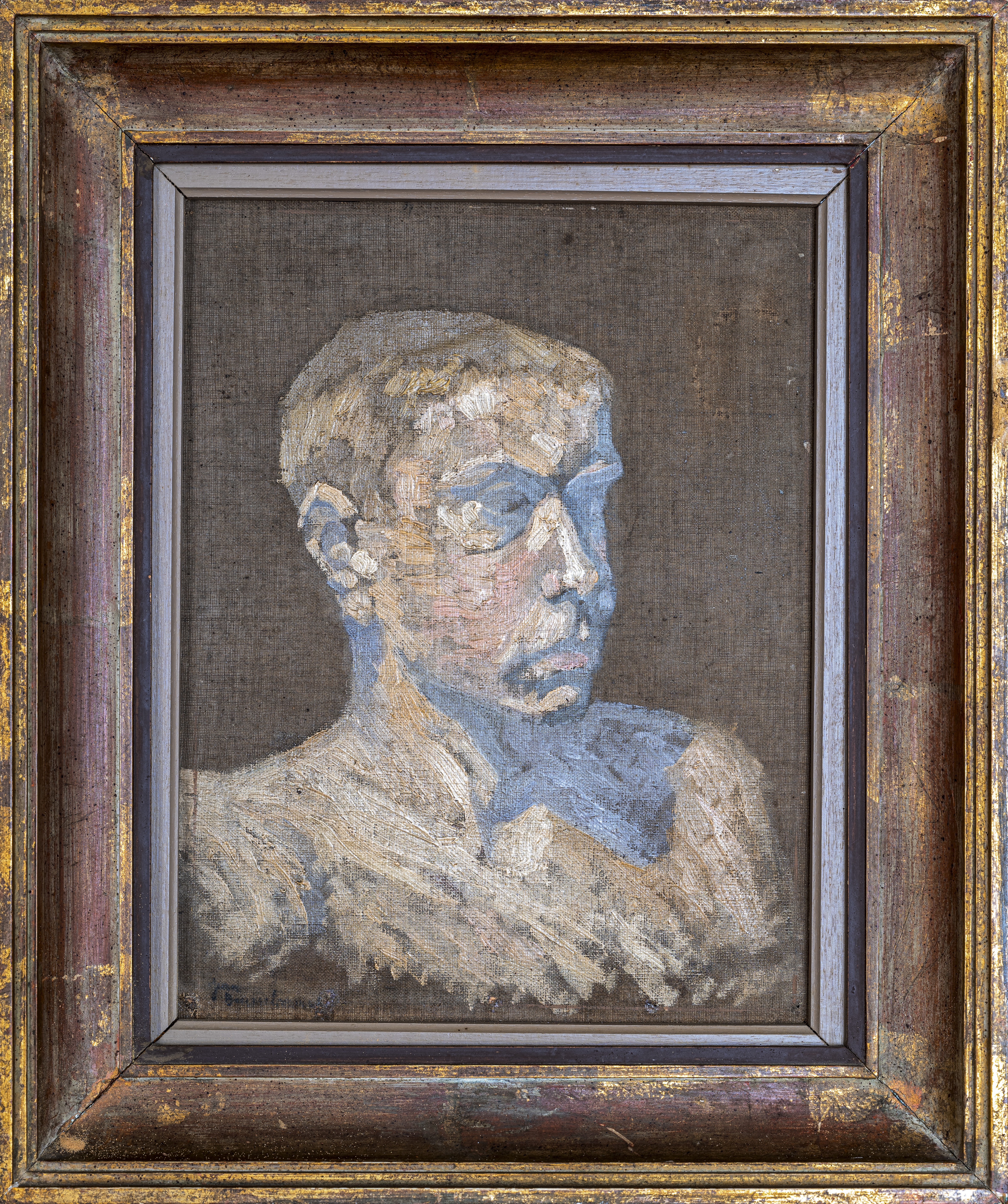
Zelfportret, 1912 (privécollectie)

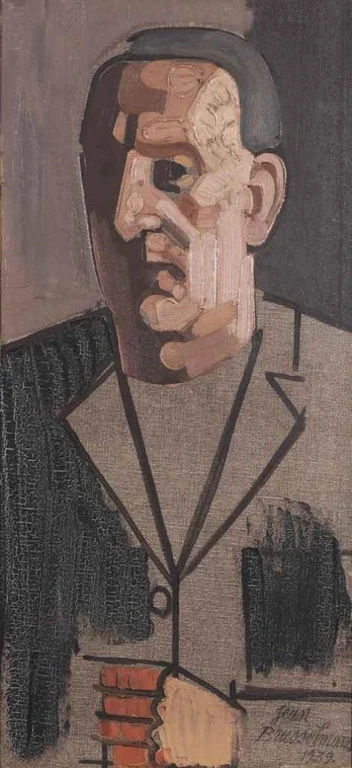
Zelfportret, 1939

Jean Brusselmans (Brussel,  13 juni 1884 – Dilbeek,  9 januari 1953) was een Belgisch schilder.
Brusselmans begon als graveur en lithograaf, maar legde zich na 1904 enkel nog toe op de schilderkunst.  Hij volgde een opleiding aan de academie te Brussel. Zijn vroege werk (1900 tot 1912) is gekenmerkt door zowel realisme als impressionisme. Tussen 1912 en 1920 had hij een zogenaamde Brabants fauvistische periode, mede onder invloed van zijn vriendschap met Auguste Oleffe, Rik Wouters en Ferdinand Schirren. Vanaf 1920 ontwikkelde hij een persoonlijke stijl die gekenmerkt is door geometrische en gestileerde composities en het gebruik van grote kleurvlakken en constructieve verftoetsen.  De structuur van zijn werk is gewild streng en reliëfloos, bijna ascetisch. Het coloriet van zijn werken uit die periode is hevig.
Van 1924 tot aan zijn dood in 1953 woonde hij in Dilbeek.

## Selectie werken

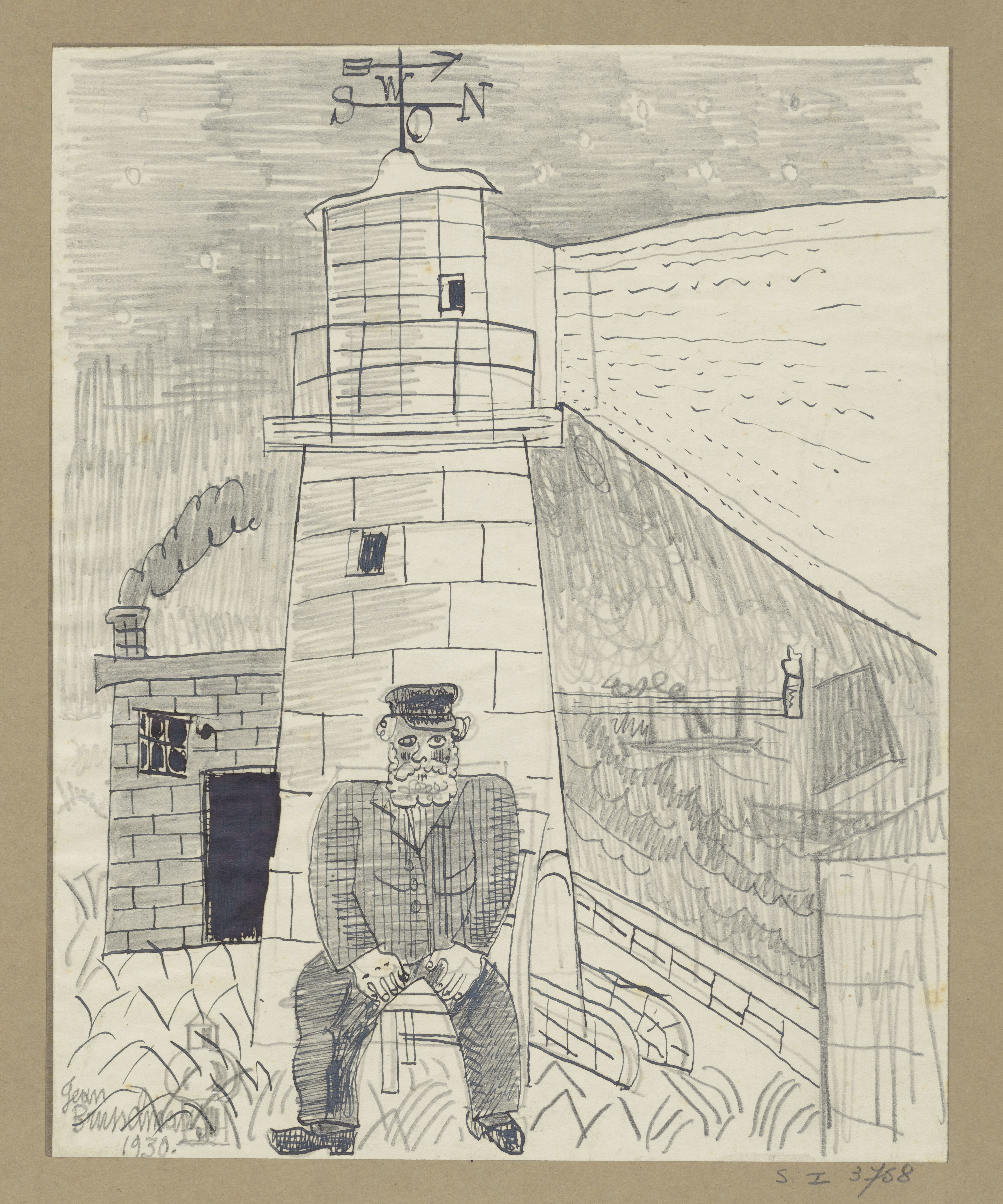
De Vuurtoren
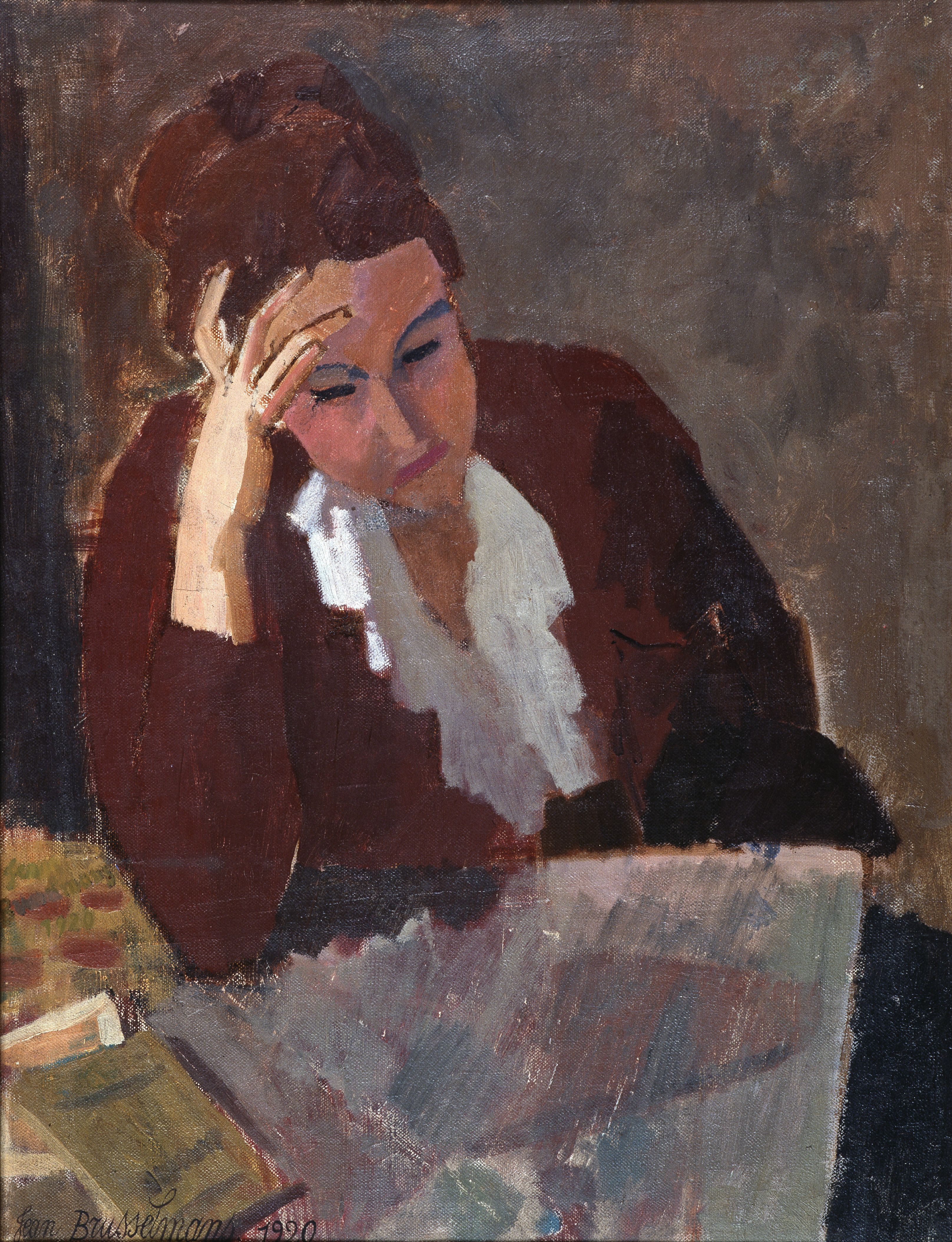
Leunende vrouw
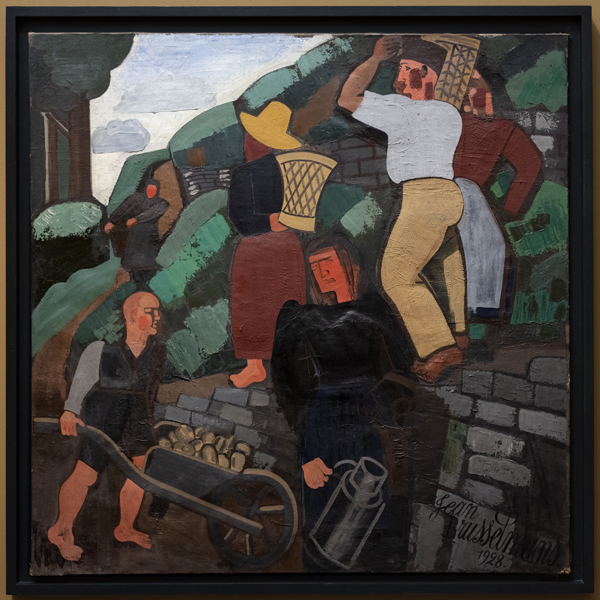
Boeren
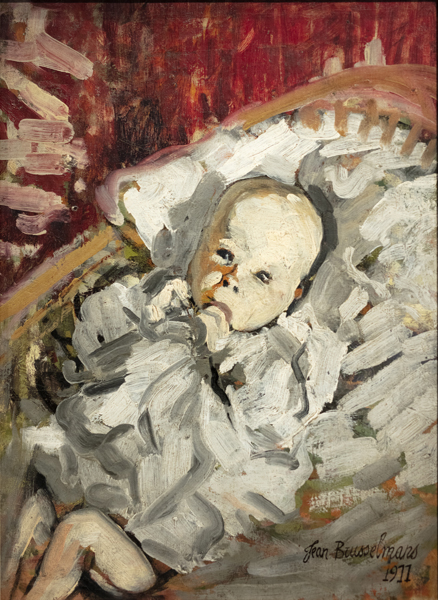
Kind in de wieg
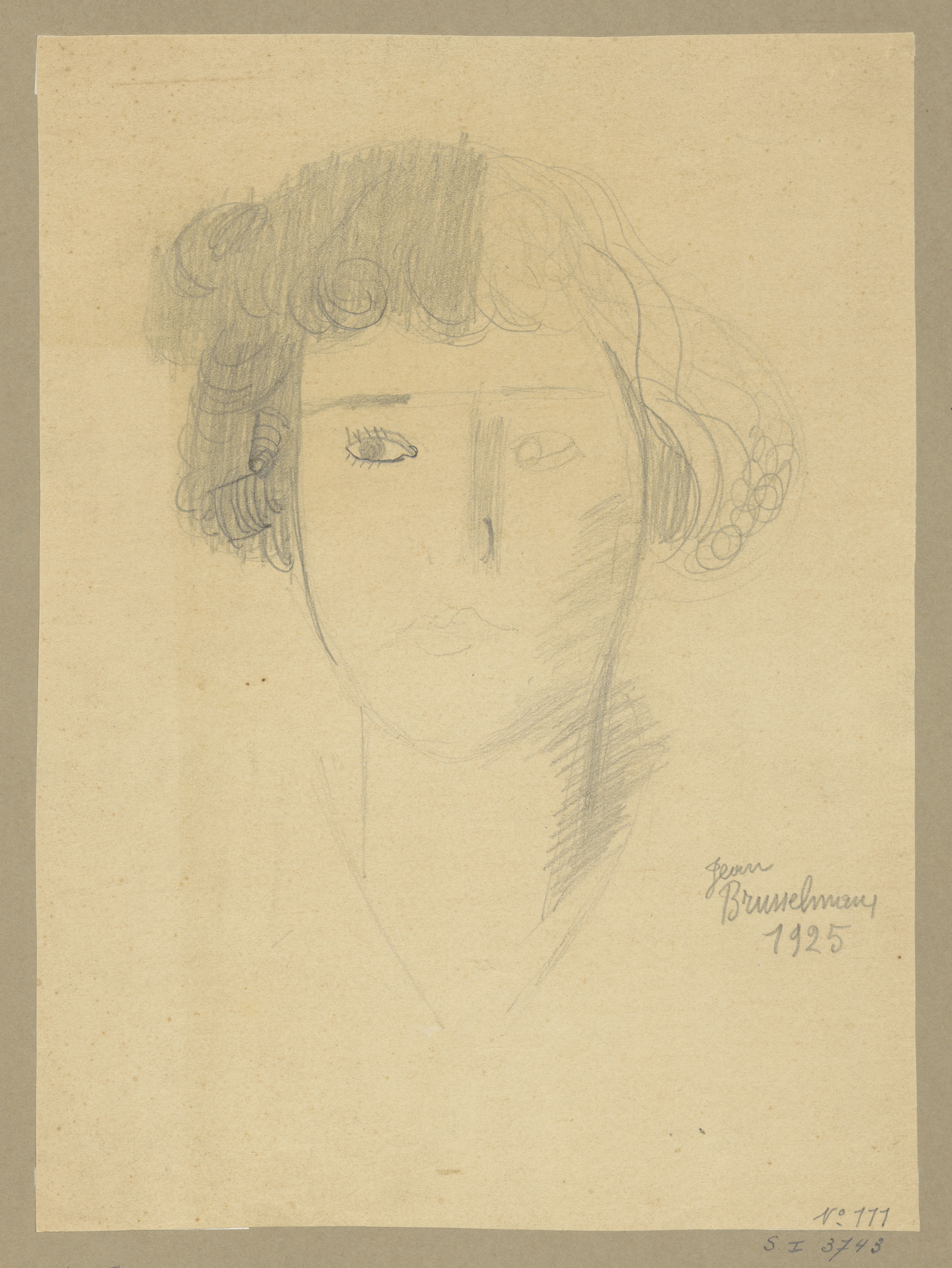
Hoofd van vrouw
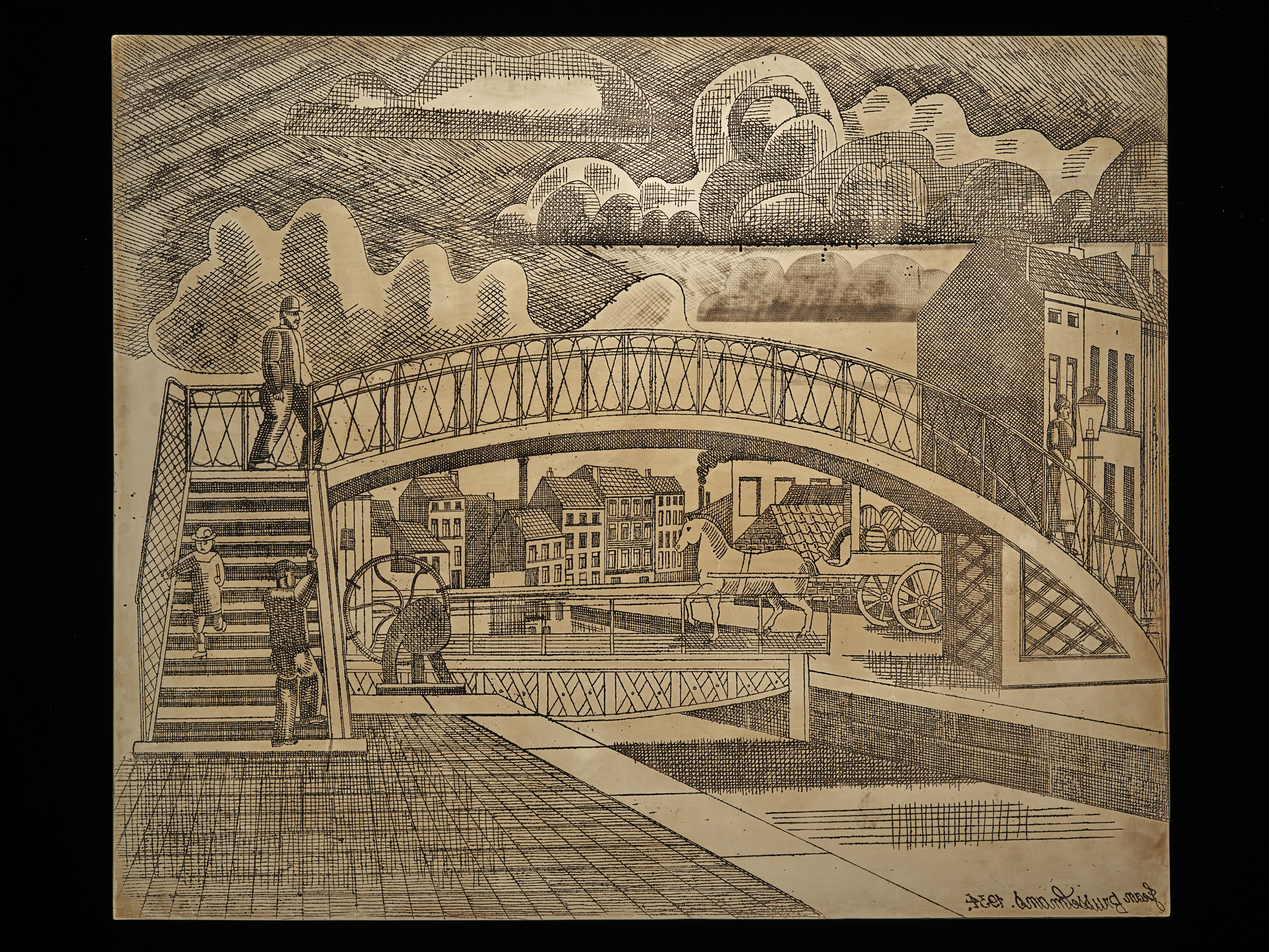
Voetbrug en paard bij een kanaal, etsplaat